# Стоенешти (Арђеш)
Стоенешти (рум. Stoeneşti) насеље је у Румунији у округу Арђеш у општини Стоенешти. Oпштина се налази на надморској висини од 626 m.

## Становништво
Према подацима из 2002. године у насељу је живело 4588 становника, од којих су сви румунске националности.

### Хронологија
| Година       | 1992 | 1993 | 1994 | 1995 | 1996 | 1997 | 1998 | 1999 | 2000 | 2001 | 2002 | 2003 | 2004 | 2005 | 2006 | 2007 | 2008 | 2009 | 2010 | 2011 | 2012 | 2013 | 2014 | 2015 | 2016 | 2017 |
| ------------ | ---- | ---- | ---- | ---- | ---- | ---- | ---- | ---- | ---- | ---- | ---- | ---- | ---- | ---- | ---- | ---- | ---- | ---- | ---- | ---- | ---- | ---- | ---- | ---- | ---- | ---- |
| Становништво | 4971 | 4914 | 4877 | 4852 | 4813 | 4766 | 4760 | 4776 | 4786 | 4806 | 4797 | 4798 | 4797 | 4780 | 4743 | 4746 | 4748 | 4696 | 4685 | 4671 | 4654 | 4663 | 4636 | 4603 | 4543 | 4538 |